# Michail Iwanowitsch Bulgakow-Goliza
Michail Iwanowitsch Bulgakow-Goliza (russisch Михаил Иванович Булгаков-Голица; * nach 1466; † 1554 oder 1556) war ein russischer Fürst aus einer männlichen Seitenlinie des Hauses Gediminas. Im Rang eines Bojaren war er Angehöriger der russischen Aristokratie, zudem bekleidete er als Woiwode und Feldherr des Großfürstentums Moskau das Amt eines Beamten im Staatsdienst. Von ihm stammte das verzweigte und einflussreiche Haus Golizyn ab.

## Leben
Michail Iwanowitsch war der älteste Sohn des Fürsten Iwan Wassiljewitsch Bulgakow († 1498) und der Prinzessin Ksenja Iwanowna Wsjewoloschskaja. Der Großvater seines Vaters Iwan, Juri, verließ zu Beginn des 15. Jahrhunderts seine litauische Heimat und wanderte nach Moskau aus, wo er 1418 Maria, eine Tochter des Großfürsten Wassili I. ehelichte. Der Name Bulgakow geht auf den in der Ukraine alten Spitznamen „Bulgak“ zurück, der übersetzt so viel wie „rastlos“, „unruhig“ bedeutet. Juri gilt als Ahnherr der russischen Galitzins und Kurakins, die beide männliche Seitenlinien des litauischen Herrscherhauses der Gediminiden sind.
Im Dienste der Moskauer Großfürsten befehligte Michail als Feldherr die russischen Truppen gegen das Krimkhanat und das Großfürstentum Litauen. Im Russisch-Litauischen Krieg 1512–1522 wurde er in der Schlacht bei Orscha 1514 durch Hetman Konstantin Iwanowitsch Ostroschski geschlagen und geriet zusammen mit seinem Bruder Dimitri Iwanowitsch Bulgakow in die Gefangenschaft. Erst nach einer 38-jährigen Haft, in der sein Bruder Dimitri verstarb, entließ ihn der polnische König Sigismund II. August bedingt der Achtung für des Knjas' Loyalität (gegenüber der russischen Krone) und stoische Festigkeit aus dem Gefängnis, worauf er dem Zaren Iwan IV. als Günstling zur Seite stand, aber schon 1552 in das Dreieinigkeitskloster bei Moskau ging. Bulgakow-Goliza, genannt der „Eiserne Handschuh“ verstarb dort im Jahr 1554 oder 1556.

## Familienstand
Aus der Ehe mit einer Frau unbekannten Namens ging ein Sohn hervor:
- Juri Michailowitsch Bulgakow-Golizyn († 1560), russischer Fürst, Bojar, Diplomat und Statthalter von Nowgorod

## Bemerkungen und Einzelnachweise
1. ↑  Laut Genealogia dynastyczna: nach 1466
2. ↑  Laut Genealogy.euweb.cz: 1554
3. ↑  Laut Arthur Kleinschmidt: Russland's Geschichte und Politik dargestellt in der Geschichte des russischen hohen Adels, S. 82
4. ↑  Laut Arthur Kleinschmidt, Russland's Geschichte und Politik dargestellt in der Geschichte des russischen hohen Adels, S. 82: Bojar seit 1510
5. ↑  Arthur Kleinschmidt: Russland's Geschichte und Politik dargestellt in der Geschichte des russischen hohen Adels, S. 82
6. ↑  Laut Arthur Kleinschmidt, Russland's Geschichte und Politik dargestellt in der Geschichte des russischen hohen Adels, S. 81: Iwan Buljak
7. ↑  Laut Genealogia dynastyczna: Iwan Bułgak
8. ↑  Der Ursprung des Bulgakov-Nachnamens: Geschichte, Versionen, Bedeutung. Abgerufen am 6. März 2024.
9. ↑  Arthur Kleinschmidt: Russland's Geschichte und Politik dargestellt in der Geschichte des russischen hohen Adels, S. 82

| Personendaten    | Personendaten                               |
| ---------------- | ------------------------------------------- |
| NAME             | Bulgakow-Goliza, Michail Iwanowitsch        |
| ALTERNATIVNAMEN  | Булгаков-Голица, Михаил Иванович (russisch) |
| KURZBESCHREIBUNG | russischer Fürst, Adeliger, Bojar           |
| GEBURTSDATUM     | nach 1466                                   |
| STERBEDATUM      | um 1556                                     |